# Heidenkirche
La Heidenkirche est une ancienne église en ruine située sur le territoire de la commune française de Butten, dans la collectivité européenne d’Alsace. Le site occupe un promontoire rocheux au pied du Katzenkopf, dans la forêt communale de Butten, à seulement un kilomètre du pays de Bitche et de la Moselle, en plein cœur des Vosges du Nord.

## Localisation
L’édifice se trouve sur le territoire de la commune de Butten, dans le collectivité européenne d’Alsace, mais est situé à l’écart des habitations, dans la forêt domaniale de La Petite-Pierre Nord. Cette situation isolée est moderne : au Moyen Âge, l’église dessert le village désormais disparu de Birsbach et les chemins forestiers alentour sont jusqu’au XVIIIe siècle des routes très fréquentées menant à Diemeringen, Soucht et Bitche.

## Histoire
Un document de 1361 mentionne l’accession du village de Birsbach au statut de paroisse. C’est probablement à ce moment-là qu’est construite une première église. Par la suite, cette église se voit ajouté un massif oriental puis, dans la seconde moitié du XVe siècle, la nef est voûtée.
À la fin du XVe siècle, le village de Birsbach se vide peu à peu de ses habitants. L’église reste toutefois en usage, notamment à l’occasion du pèlerinage de saint Mathias, jusque vers 1570 : le comté de Sarrewerden passe alors à la Réforme, mettant fin au pèlerinage et par là à l’utilisation de l’église. Malgré cet abandon, le site a encore été fréquenté par la suite, comme le montre la découverte de monnaies et de tessons de céramique de la fin du XVIe et XVIIe siècles.
En 1911, l’archéologue Paul Amiet réalise des fouilles sur le site et en photographie les vestiges. L’abandon du site à la fin du chantier a toutefois pour effet de provoquer la dégradation rapide de ceux-ci, désormais exposés aux éléments et aux pilleurs, de nombreux éléments sculptés disparaissant alors. En 1955, le curé de Lorentzen décide de rebâtir l’église. Réalisés sans considération pour l’édifice préexistant, ces travaux détruisent à leur tour une grande partie des vestiges subsistants de l’ancienne église.
Les vestiges médiévaux de l’église, de fait principalement le mur-pignon, sont inscrits au titre des monuments historiques le 5 septembre 1996.
En 1998 la Communauté de Communes de l’Alsace Bossue entame un projet de mise en valeur du site, qui comprend notamment la consolidation des ruines et des fouilles archéologiques, ces dernières ayant eu lieu en deux campagnes en 1999 et 2001.

## Architecture

### Fondations
L’église est construite sur une butte naturelle, dont le sommet à toutefois fait l’objet d’importants aménagements afin de le rendre constructible. Le socle rocheux de cette butte est constitué de grès du Buntsandstein et est recouvert de plusieurs couches de sédiments. Les fondations traversent ces niveaux de sédiments afin de reposer sur le rocher, plus stable, à environ 1,60 m de profondeur. Bien que les blocs les constituant ne sont que grossièrement équarris, les fondations sont réalisées de manière relativement soignée, avec un appareil assez régulier. Elles présentent également la particularité de n’employer que très peu de mortier, probablement pour faciliter le drainage, le site étant au bas de la montagne du Katzenkopf, dont il reçoit les eaux de ruissellement.

### Chœur et chevet
Le chœur médiéval est essentiellement connu par les fouilles et les photographies réalisées par Paul Amiet en 1911, les vestiges ayant par la suite été détruits, notamment par les travaux du curé Hemmerter. Le chœur prend ainsi la forme d’un rectangle et était voûté, comme le montrent les deux contreforts aux angles orientaux et les nervures d’ogives photographiées par Amiet.
L’accès au chœur depuis la nef se faisait par une volée de marches, et il subsistait encore en 1911 la base monolithe de l’autel. Par ailleurs, une porte était ouverte dans le mur sud, à proximité de laquelle Amiet déclare avoir trouvé un linteau qu’il date du XIIe siècle. Tous ces éléments ont toutefois disparus, au point que même les fouilles de 1999-2001 n’ont pu en trouver la moindre trace et, en l’absence de photographie du linteau, il n’est donc pas possible de vérifier ces affirmations.
Les fouilles réalisées au niveau du chevet en 1999 ont toutefois montré qu’il n’y avait pas un, mais deux chœurs médiévaux. L’autre chœur découvert correspond à un état antérieur : en forme de rectangle irrégulier, ce premier chœur a probablement été reconstruit par la suite pour faciliter la pose des voûtes. Le chœur irrégulier serait ainsi contemporain du portail occidental du XIVe siècle, tandis que le chœur régulier daterait du moment où l’église a été voûtée, au XVe siècle.
Ces travaux postérieurs ont eu pour effet de perturber les tombes d’un cimetière se trouvant au chevet, plusieurs ayant été coupées par les nouveaux murs. Ce cimetière a été en usage suffisamment longtemps pour qu’il y ait trois niveaux d’inhumations, et que certaines tombes aient été creusées à travers des fosses antérieures. Bien que la faible ampleur des fouilles limite la capacité à réaliser des statistiques, la majorité des défunts découverts étaient des enfants ou des adolescents, inhumés en pleine terre, sans cercueil.

### Nef
Tout comme le chevet, la nef médiévale a en grande partie été détruite par le curé Hemmerter, qui a par exemple fait arracher le dallage d’origine et débiter les dalles pour en faire les encadrements des fenêtres de l’église moderne. Ainsi, ce dallage ne subsiste qu’à l’extrémité nord-ouest, où il a été mis au jour lors des fouilles de 2001. De la même manière, il ne subsiste des murs du Moyen Âge que les fondations : celles du mur nord ont été réutilisées dans la construction moderne, mais pas celles du mur sud, le tracé de la nef contemporaine s’éloignant ici sensiblement de celui d’origine.

### Façade occidentale
La façade occidentale est le principal vestige visible de l’église médiévale, bien que la partie authentique soit en réalité limitée approximativement à la hauteur du portail, le pignon étant un assemblage sans fondements historiques réalisé en 1955.
Cette façade est percée d’un portail de style gothique datant du XIVe siècle. Ses piédroits sont chacun dotés de trois colonnettes à simple chapiteau tronconique, tandis que le tympan monolithique est orné de trilobes.

### Mur d’enceinte
L’église est entouré d’un mur d’enceinte dont la date de construction est indéterminée, bien qu’il soit établi qu’il est postérieur à l’édification de celle-ci. Conservé sur moins d’un mètre en élévation, ce mur se caractérise par son épaisseur d’environ 0,85 m. Celle-ci semble d’ailleurs avoir été l’unique préoccupation des bâtisseurs, le reste de l’exécution étant assez peu soignée. Alors que ce mur s’est longtemps vu attribuer une fonction défensive, les fouilles de 1999 ont montrée qu’il sert en fait essentiellement à stabiliser le terrain en limitant la pression de la pente sur les fondations de l’église. 